# Isola Kruglyj (Isole Izvestnjakovye)
L'isola Kruglyj (in russo Остров Круглый, ostrov Kruglyj, in italiano "isola tonda") è un'isola russa che fa parte dell'arcipelago di Severnaja Zemlja ed è bagnata dal mare di Kara.
Amministrativamente fa parte del distretto di Tajmyr del Territorio di Krasnojarsk, nel Distretto Federale Siberiano.

## Geografia
L'isola, che fa parte delle isole Izvestnjakovye, è situata nella parte occidentale dello stretto dell'Armata Rossa (пролив Красной Армии, proliv Krasnoj Armii), 6,7 km a sud dell'isola Komsomolec e 500 m a ovest dell'isola della Rivoluzione d'Ottobre. 500 m a nord c'è l'Isola Gorbatyj.
È un'isola piatta e rotonda con un diametro di 1,75 km. A parte una piccola altura al centro, non ci sono rilievi significativi e anche le coste sono piatte.

## Isole adiacenti
- Isola Bol'šoj Izvestnjakovyj (остров Большой Известняковый, ostrov Bol'šoj Izvestnjakovyj), a ovest.
- Isola Gorbatyj (остров Горбатый, ostrov Gorbatyj), a nord.
- Isola Poterjannyj (остров Потерянный, ostrov Poterjannyj), a sud.